# ماه افتخار
ماه افتخار معمولاً ماه ژوئن است مجموعه‌ای از جشن‌ها و بزرگداشت‌هایی است که به لزبین‌ها، همجنس‌گرایان، دوجنس‌گرایان و تراجنسیتی‌ها (ال‌جی‌بی‌تی) اختصاص دارد. ماه افتخار پس از شورش‌های استون‌وال در سال ۱۹۶۹ آغاز شد و از آن زمان تا کنون در سرتاسر جهان برگزار می‌شود.

## تاریخچه

### ریشه
مفهوم ماه افتخار با شورش‌های استون‌وال آغاز شد، مجموعه‌ای از شورش‌ها برای آزادی گی که طی چند روز از ۲۸ ژوئن ۱۹۶۹ شروع شد. شورش‌ها پس از حمله پلیس به بار استون‌وال، یک بار همجنس‌گرایان در منهتن جنوبی در نیویورک سیتی آغاز شد.

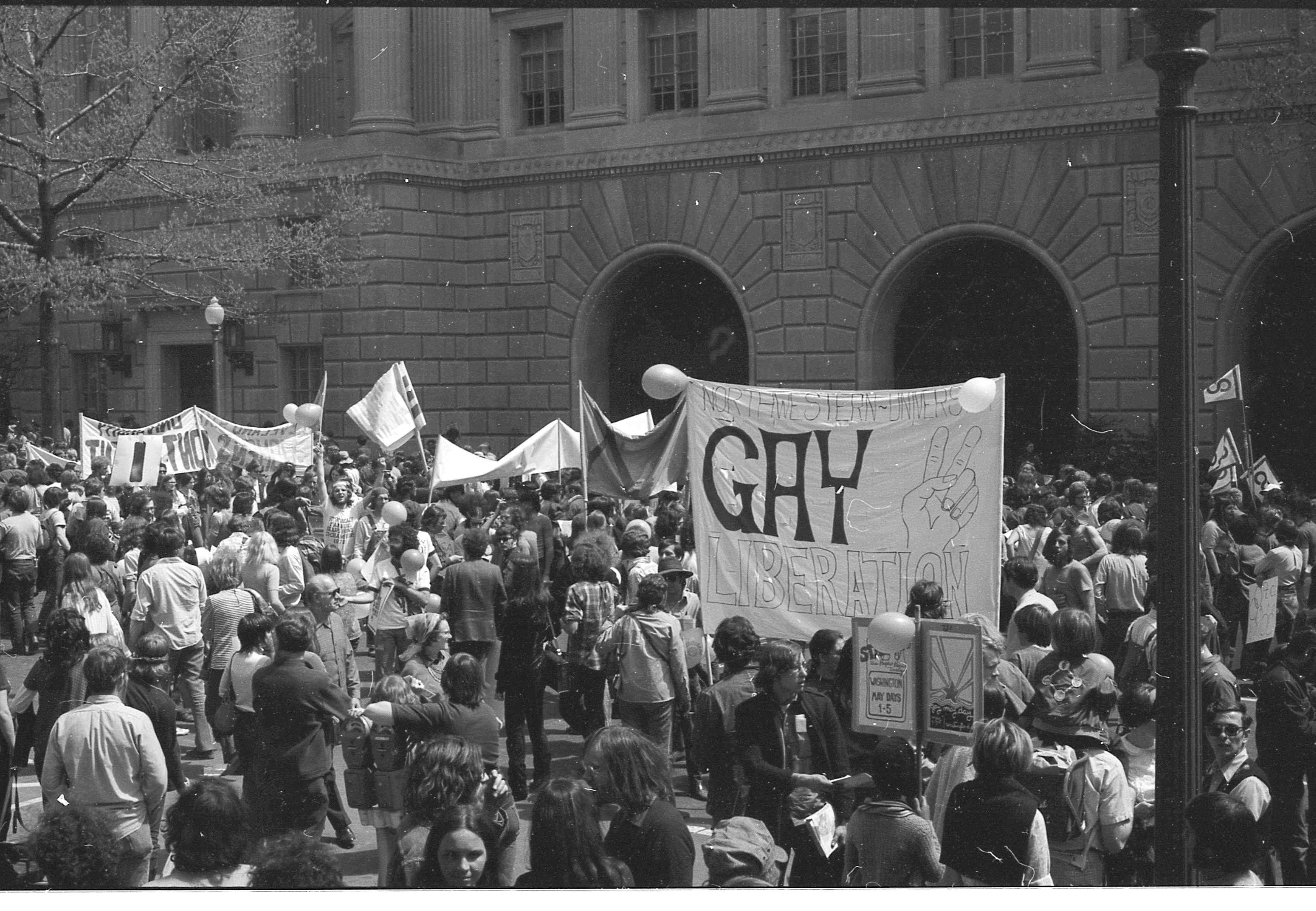
تظاهرات آزادی گی در دهه ۱۹۷۰

سال بعد، اولین رژه افتخار در چندین شهر آمریکا برگزار شد. راهپیمایی در نیویورک سیتی، با هدف جشن گرفتن «روز آزادی خیابان کریستوفر»، در کنار راهپیمایی‌های هماهنگ دیگری در سراسر ایالات متحده، به عنوان نقطه عطفی برای حقوق دگرباشان جنسی در جهان در نظر گرفته می‌شود. فرد سارجنت، سازمان‌دهنده برخی از اولین راهپیمایی‌ها گفت که هدف از بزرگداشت شورش‌های استون‌وال، فشار بیشتر برای آزادی بود. او خاطرنشان کرد که در حالی که اولین راهپیمایی‌ها بیشتر به یک اعتراض شبیه بود تا یک جشن، به یادآوری جامعه دگرباشان جنسی کمک کرد. با این حال، زنان تراجنسیتی و رنگین‌پوستان در طول راهپیمایی‌های اولیه، طرد یا ساکت شدند.

### گسترش و جشن
به دنبال شورش‌های استون‌وال و اولین رژه‌های افتخار، تعداد گروه‌های دگرباشان جنسی به سرعت افزایش یافت، و جنبش افتخار پس از چند سال در سراسر ایالات متحده گسترش یافت. از سال ۲۰۲۰، بیشتر جشن‌های افتخار در مناطق شهری بزرگ در سراسر جهان در ماه ژوئن برگزار می‌شود، اگرچه برخی از شهرها این جشن‌ها را در زمان‌های مختلف سال برگزار می‌کنند تا حدی به این دلیل که آب و هوای ماه ژوئن برای چنین رویدادهایی در آنجا نامناسب است.

## روز جهانی افتخار

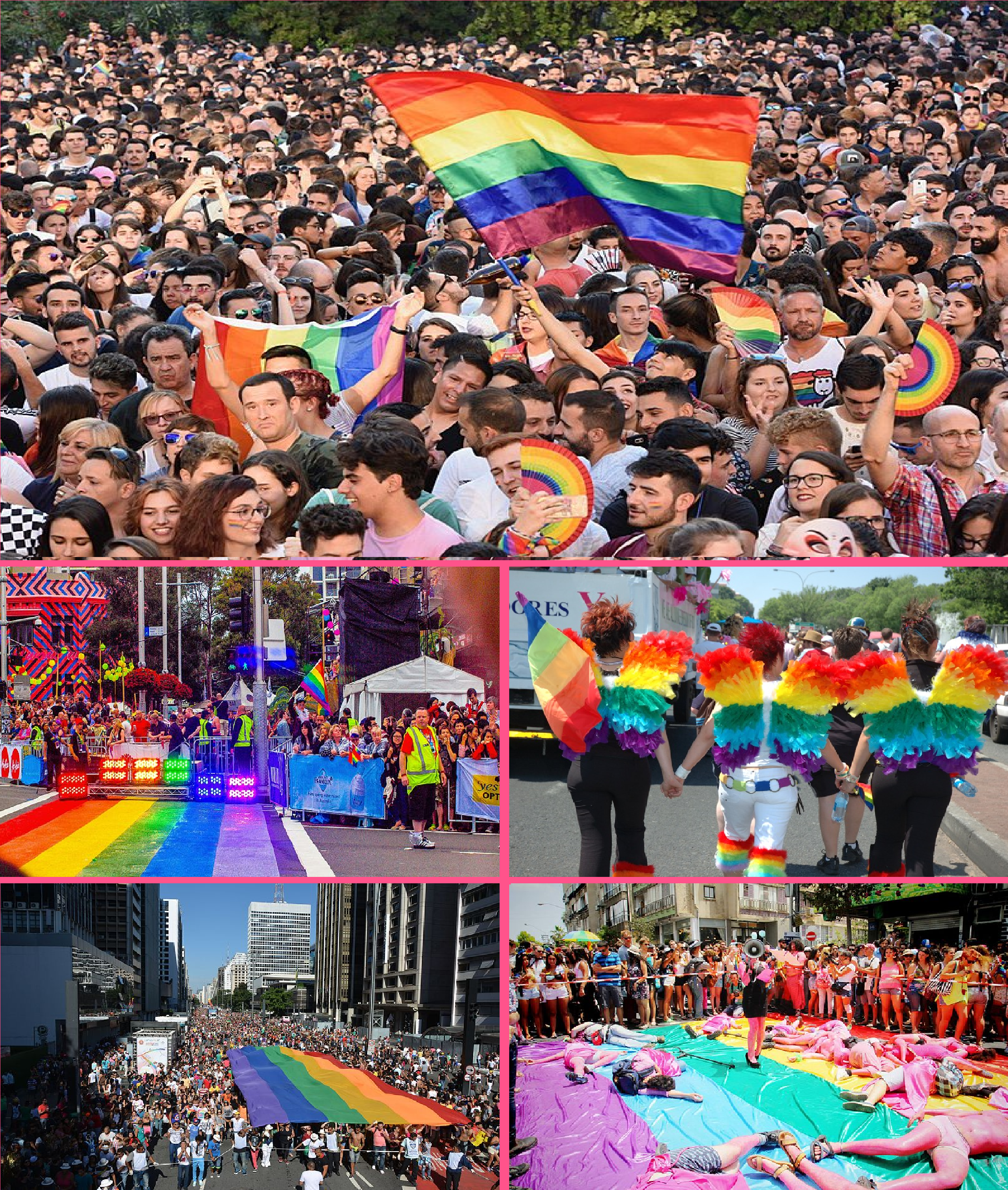
جشن افتخار ۲۰۱۹ در اسپانیا، استرالیا، آفریقای جنوبی، برزیل و اسرائیل

روز جهانی افتخار ال‌جی‌بی‌تی روزی است که به افتخار ال‌جی‌بی‌تی اختصاص داده شده است. این مراسم در روز ۲۸ ماه ژوئن به مناسبت سالگرد شورش‌های استون‌وال برگزار می‌شود. این روز بخشی از ماه افتخار است.

## رسمیت
در ژوئن ۱۹۹۹، بیل کلینتون، رئیس‌جمهور ایالات متحده، «سالگرد [شورش] استون‌وال را هر ماه ژوئن در آمریکا به عنوان ماه افتخار گی‌ها و لزبین‌ها اعلام کرد». [18] در سال ۲۰۱۱، پرزیدنت باراک اوباما، ماه افتخار را که رسماً به رسمیت شناخته شده‌بود، گسترش داد تا کل جامعه ال‌جی‌بی‌تی را دربر گیرد.[18][19] در سال ۲۰۱۷، دونالد ترامپ از ادامه به رسمیت شناختن فدرال ماه افتخار در ایالات متحده خودداری کرد، [20] اگرچه بعداً در سال ۲۰۱۹ در توییتی که بعداً به عنوان اعلامیه ریاست جمهوری مورد استفاده قرار گرفت، آن را به رسمیت شناخت.
جو بایدن پس از روی کار آمدن در سال ۲۰۲۱، ماه افتخار را به رسمیت شناخت و متعهد شد که برای حقوق جامعه ال‌جی‌بی‌تی در ایالات متحده فشار بیاورد، [22] علیرغم اینکه قبلاً علیه ازدواج همجنس و آموزش مدرسه در مورد موضوعات دگرباشان جنسی در سنا رأی داده بود. [23]